# ジャレッド・レト
ジャレッド・レト（Jared Leto, 1971年12月26日 - ）は、アメリカ合衆国ルイジアナ州ボージャーシティ出身の俳優、ミュージシャン。兄と組んだロックバンド「サーティー・セカンズ・トゥ・マーズ」のボーカルも務める。
ジャレッド・レトーとも表記される。本名はジャレッド・ジョセフ・ブライアント（Jared Joseph Bryant）。1990年代に俳優デビューし、2013年公開映画『ダラス・バイヤーズクラブ』でアカデミー賞など主要な映画賞で助演男優賞を獲得。

## 来歴
ルイジアナ州ボージャーシティ生まれだが、子供の頃は母親や2歳上の兄とともにワイオミング、コロラド、ヴァージニア、ハイチなどを転々として育つ。ケージャン系米国人の母親は十代で二人の息子を生んでまもなく離婚、シングルマザーとなり高校も中退、別れた父親は別の女性と結婚したがその後自殺した。ジャレッドと兄のシャノンは、母方の祖父が空軍兵士だったため引っ越しの多い幼少期を送った。母親はヒッピーとなり、テレビもなく食糧配給券で食いつなぐ極貧生活をしていたが、1979年にヴァージニア州の眼科医と再婚、生活も安定し妹と弟も生まれたが1981年に再び離婚した。義父・妹弟とは離れ離れとなったが、ジャレッドと兄はそのまま義父の姓レトを名乗っている。
コロラド州で3年、ハイチの首都ポルトープランスで2年近く暮らしたのち、ヴァージニア州の田舎町オークトンの高校へ通い、母親の勧めでギターを学び始める。母親はハイチで医療慈善団体で働いたのち、帰国後カメラマンとなり、2007年にアクセサリー会社を起業した。兄のシャノンは高校中退、ドラッグ中毒など荒れた青春時代を送ったが、1998年にバンドデビューし、俳優業にも携わった。
ジャレッドは高校卒業後、絵画を学ぶためにフィラデルフィアのUniversity of the Artsに入学するが、途中で俳優を志すようになりニューヨークのSchool of Visual Artsに移った。
1992年にロサンゼルスに移り、最初はミュージシャンを志すが、2年後にはテレビに出演するようになる。『アンジェラ 15歳の日々』で主人公が恋するイケメンの不良役で人気となったが、その後『シン・レッド・ライン』『ファイト・クラブ』といった映画に出演し、ダーレン・アロノフスキー監督の『レクイエム・フォー・ドリーム』では麻薬中毒に陥る主人公を演じて高い評価を得た。

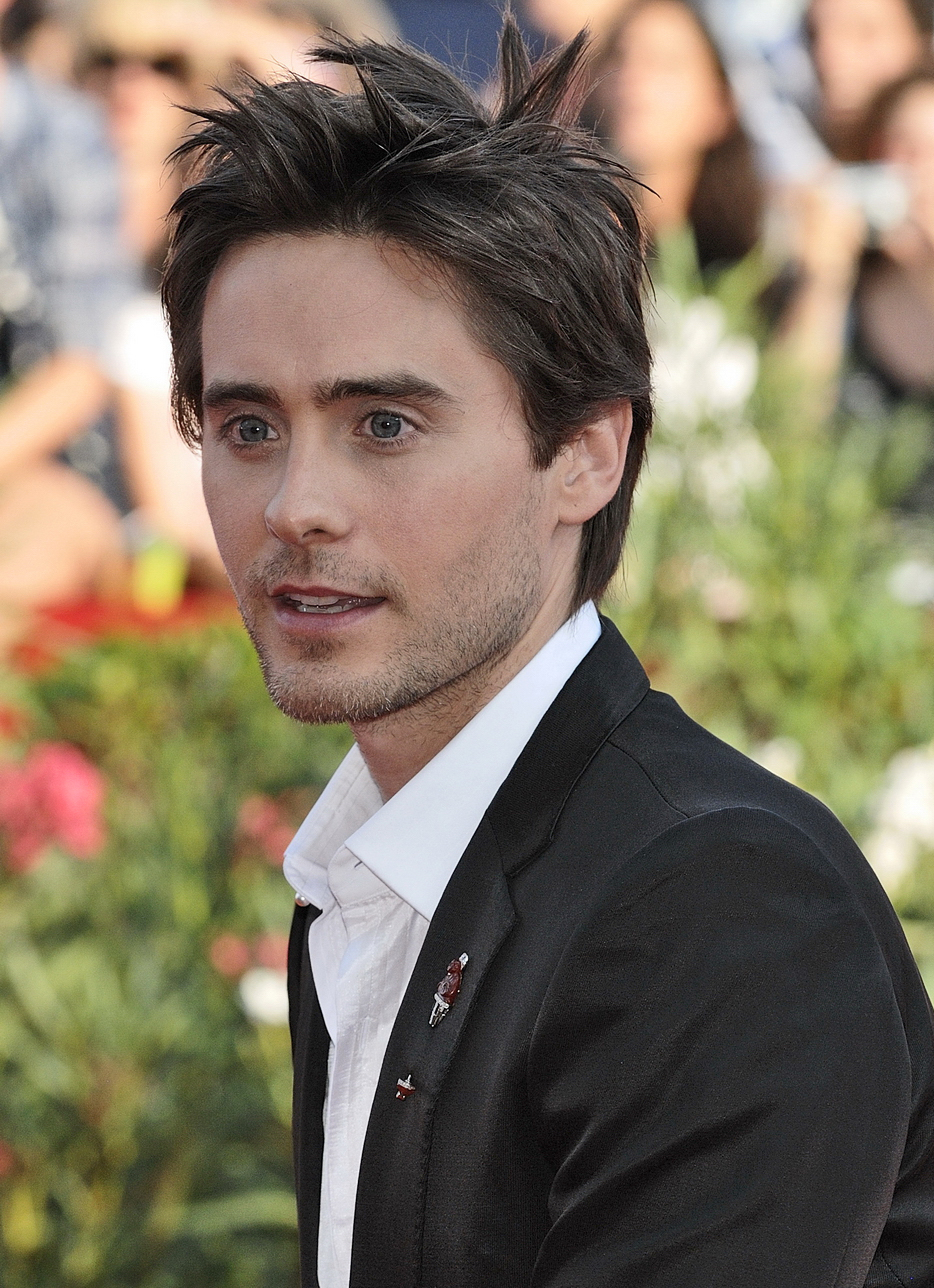
第66回ヴェネツィア国際映画祭にて

2013年公開の映画『ダラス・バイヤーズクラブ』において、トランスジェンダーのHIV患者を演じるために30ポンドもの減量を行った。その演技は絶賛され、2013年のハリウッド映画祭においてブレイクアウト演技賞を受賞したのをはじめ、アカデミー助演男優賞、ゴールデングローブ賞助演男優賞、クリティクス・チョイス・アワード助演男優賞、全米映画俳優組合賞助演男優賞を受賞した。
2016年、『スーサイド・スクワッド』でジョーカー役を演じ話題となった。
2017年、マーチン・サントフリート監督による映画 『アウトサイダー』で浅野忠信、椎名桔平、大森南朋、忽那汐里、HIROと共演。同作は2018年3月9日にNetflixで全世界向けに配信された。
2022年、『モービウス』で主演を務めた。この映画は「It's Morbin' time」というインターネット・ミームが大流行し、その盛り上がりもあって再上映までされた。
同じく2022年には、「Apple TV+」で独占配信された『WeCrashed 〜スタートアップ狂騒曲〜』というドラマで主演し、アン・ハサウェイと共演した。

## 私生活
ベジタリアンで映画の役作り（『チャプター27』）のために増量した時も肉は食べなかった。ちなみにその役作りの為の激太りで『ザ・ベストハウス123』（2009年1月28日放送）の「激やせ激太り自由自在!大変身を遂げたハリウッドスターBEST3」の3位に選ばれた。「第3位：ファンが失神!?イケメン俳優が見るも哀れな姿に!」で過激な増減量が紹介された。わずか2ヶ月間で30キロ増量という課題を与えられ、食事の回数を増やし、炭水化物中心の食事に。さらにアイスクリームを溶かし、それを飲んで常に胃を満腹にしたというのが紹介された。またレトはこの急激な体重増量が原因で一時痛風を患い、車椅子生活を送るはめになり、その後、食事をハチミツとレモンだけに限定し元の体重に戻ったという。
キャメロン・ディアス（元婚約者）やアシュリー・オルセン、スカーレット・ヨハンソンと交際していたこともある。また、リンジー・ローハンと交際の噂もあった。

## 主な出演作品
※太字表記は主演。

### 映画
| 年   | 題名                                                                       | 役名                               | 備考 | 吹き替え                                    |
| ---- | -------------------------------------------------------------------------- | ---------------------------------- | --- | ------------------------------------------- |
| 1994 | クレイジー・ウェディング Cool and the Crazy                                | マイケル                           | テレビ映画 |                                             |
| 1995 | キルトに綴る愛 How to Make an American Quilt                               | ベック                             | |                                             |
| 1997 | プリフォンテーン Prefontaine                                               | スティーブ・プリフォンテーン       | 森久保祥太郎 |                                             |
| 1997 | スイッチバック 追跡者 Switchback                                           | レーン・ディクソン                 | 日本劇場未公開 | 宮本充                                      |
| 1997 | バジル Basil                                                               | バジル                             | | 宮本充                                      |
| 1998 | ルール Urban Legend                                                        | ポール・ガードナー                 | 菊池正美 |                                             |
| 1998 | シン・レッド・ライン Thin Red Line                                         | ホワイト少尉                       | 今井朋彦 |                                             |
| 1999 | ブラック AND ホワイト Black and White                                      | ケイシー                           | 日本劇場未公開 |                                             |
| 1999 | ファイト・クラブ Fight Club                                                | エンジェル・フェイス               | | 川島得愛（ソフト版） 堀川仁（フジテレビ版） |
| 1999 | 17歳のカルテ Girl, Interrupted                                             | トビー・ジェイコブス               | 佐藤淳 |                                             |
| 2000 | アメリカン・サイコ American Psycho                                         | ポール・アレン                     | 高木渉（ソフト版） 中村だいぞう（Netflix版） |                                             |
| 2000 | レクイエム・フォー・ドリーム Requiem for a Dream                           | ハリー・ゴールドファーブ           | 佐久田修 |                                             |
| 2000 | サンセット・ストリップ Sunset Strip                                        | グレン                             | 日本劇場未公開 |                                             |
| 2002 | パニック・ルーム Panic Room                                                | ジュニア                           | | 檀臣幸（ソフト版） 高木渉（テレビ朝日版）   |
| 2004 | アレキサンダー Alexander                                                   | ヘファイスティオン                 | 内田岳志 |                                             |
| 2005 | ロード・オブ・ウォー Lord of War                                           | ヴィタリー・オルロフ               | 神奈延年 |                                             |
| 2007 | チャプター27 Chapter 27                                                    | マーク・デイヴィッド・チャップマン | 兼製作総指揮 | 阪口周平                                    |
| 2007 | ロンリーハート Lonely Hearts                                               | レイモンド・フェルナンデス         | | 家中宏                                      |
| 2009 | ミスター・ノーバディ Mr. Nobody                                            | ニモ・ノーバディ                   | （吹き替え版なし） |                                             |
| 2013 | ダラス・バイヤーズクラブ Dallas Buyers Club                                | レイヨン                           | 第86回アカデミー賞助演男優賞受賞 第71回ゴールデングローブ賞助演男優賞受賞 第39回ロサンゼルス映画批評家協会賞助演男優賞受賞 第19回クリティクス・チョイス・アワード助演男優賞受賞 第20回全米映画俳優組合賞助演男優賞受賞 | 小倉直寛                                    |
| 2016 | スーサイド・スクワッド Suicide Squad                                       | ジョーカー                         | | 子安武人                                    |
| 2017 | ブレードランナー 2049 Blade Runner 2049                                    | ニアンダー・ウォレス               | 桐本拓哉 |                                             |
| 2018 | アウトサイダー The outsider                                                | ニック・ローウェル                 | 兼製作総指揮 | （吹き替え版なし）                          |
| 2019 | A Day in the Life of America                                               | N/A                                | 監督・製作 | N/A                                         |
| 2021 | リトル・シングス The Little Things                                         | アルバート・スパーマ               | 日本劇場未公開 | 阪口周平                                    |
| 2021 | ジャスティス・リーグ:ザック・スナイダーカット Zack Snyder's Justice League | ジョーカー                         | | 子安武人                                    |
| 2021 | ハウス・オブ・グッチ House of Gucci                                        | パオロ・グッチ                     | 桐本拓哉 |                                             |
| 2022 | モービウス Morbius                                                         | マイケル・モービウス               | 兼製作総指揮 | 中村悠一                                    |
| 2023 | ホーンテッドマンション Haunted Mansion                                     | ハットボックスゴースト             | 声の出演とモーションキャプチャ | 吉見一豊                                    |
| 2025 | トロン:アレス Tron: Ares                                                   | アレス                             | 兼製作 ポストプロダクション |                                             |
| 2026 | Masters of the Universe                                                    | スケルター                         | ポストプロダクション |                                             |
| TBA  | Lunik Heist                                                                | TBA                                | |                                             |

### テレビ
| 放映年    | 題名                                         | 役名                   | 備考                                 | 吹き替え |
| --------- | -------------------------------------------- | ---------------------- | ------------------------------------ | -------- |
| 1992-1993 | Camp Wilder                                  | Dexter                 | 計2話出演                            | N/A      |
| 1993      | Almost Home                                  | Rick Aiken             | 計1話出演                            | N/A      |
| 1994-1995 | アンジェラ 15歳の日々 My So-Called Life      | ジョーダン・カタラーノ | 計19話出演                           | 若林久弥 |
| 2014-2015 | Into the Wild                                | 本人                   | 計16話出演                           | N/A      |
| 2022      | WeCrashed 〜スタートアップ狂騒曲〜 WeCrashed | アダム・ニューマン     | ミニシリーズ、計8話出演 兼製作総指揮 | 高橋広樹 |